# (1364) Safara
(1364) Safara ist ein Asteroid des Hauptgürtels, der am 18. November 1935 vom französischen Astronomen Louis Boyer in Algier entdeckt wurde.
Der Asteroid ist nach André Safar benannt.